# Ojeda (La Pampa)
Ojeda es una localidad del departamento Realicó, en la provincia de La Pampa, Argentina. Es parte del municipio de Alta Italia.

## Población
Cuenta con 70 habitantes (Indec, 2010), lo que no representa cambio significativo frente a los 68 habitantes (Indec, 2001) del censo anterior.
| Gráfica de evolución demográfica de Ojeda entre 1991 y 2010 |
|                                                             |
| Fuente: Censos nacionales del INDEC                         |